# Opel 30PS (1904)
La 30PS era una piccola famiglia di autovetture di lusso prodotte dalla Casa automobilistica tedesca Opel dal 1904 al 1909.

## Profilo e storia
La fascia di lusso della gamma Opel durante gli anni '900 si divideva in tre sottofasce: la prima era quella meno costosa, ed era costituita dai modelli 20/22 PS, 15/24 PS e 16/35 PS, modelli equipaggiati con motori fra i 3.8 e i 4.1 litri; la più costosa comprendeva i modelli appartenenti alle famiglie 40PS e i modelli 24/50 PS e 25/55 PS, che avevano motori oltre i 6 litri. Vi era una terza sottofascia, di tipo intermedio, a cui appartenevano modelli con motori tra i 4.7 e i 5.3 litri.
Con il lancio della famiglia 30PS, la Casa di Rüsselsheim esordì proprio in questa sottofascia. I modelli che la composero erano di indiscusso prestigio e furono prodotti in svariate versioni.

### La 30/32 PS
Il primo modello appartenente a questa famiglia fu lanciato nel 1904 e prese il nome di 30/32 PS. Era una prestigiosa vettura proposta come tonneau o come double-phaeton e montava un 4 cilindri simile nell'architettura a quello della 20/22 PS, in cui i cilindri erano accoppiati. Parte del progetto, però, era di origine Darracq, come in una buona parte delle primissime Opel. Tale motore aveva una cilindrata di 4730 cm³ ed era in grado di erogare una potenza massima di 30 CV a 1400 giri/min.
La trasmissione era ad albero cardanico, con cambio a tre marce. Il telaio era costituito da un pianale in lamiera di acciaio, dove venivano fissate le sospensioni ad assale rigido e molle a balestra semiellittica, nonché i freni, del tipo a nastro, che agivano sul cambio.
La 30/32 PS fu prodotta fino alla fine del 1905.

### La 25/30 PS
La 30/32 PS fu sostituita all'inizio del 1906 dalla 25/30 PS, che con il precedente modello condivideva gran parte della meccanica, a partire dal motore, per arrivare al telaio, al cambio e alle sospensioni. Dal precedente modello, la 25/30 PS ereditò anche l'origine del progetto, parzialmente di derivazione Darracq.
Differente fu la gamma di versioni: la 25/30 PS non fu più prodotta come tonneau, ma in compenso, accanto alle allora consuete versioni double-phaeton, vi furono anche le limousine, le landaulet e anche le coupé. L'unica differenza telaistica tra la 25/30 PS e la 30/32 PS stava nel passo, che sulla 25/30 PS era molto più allungato, e passava da 2,25 a ben 3,05 m, ma alcune versioni utilizzavano telai a passo ancor più lungo, fino a 3,25 m.
Questa vettura fu prodotta fino alla fine di quello stesso 1906, dopodiché fu tolta dal listino.

### La 18/30 PS
All'inizio del 1907, alla 25/30 PS subentrò un nuovo modello, l'ultimo appartenente alla famiglia 30PS, e denominato 18/30 PS. Rispetto alla 25/30 PS, vi furono le variazioni di rilievo, consistenti principalmente nella trasmissione, che vide l'arrivo del cambio a quattro marce e della frizione a cono, ma anche nel telaio, non più a pianale, ma a longheroni e traverse in acciaio. Immutati rimasero invece il motore, l'impianto frenante e le sospensioni. 
All'inizio del 1908, il motore subì però un leggerissimo intervento, cosicché la potenza massima salì a 32 CV a 1500 giri/min.
La vettura fu prodotta in ben cinque varianti di carrozzeria: phaeton a due o tre file di sedili, landaulet, coupé o limousine. La 18/30 PS fu prodotta fino all'inizio del 1909.